# Aire urbaine de Basse-Terre
L'aire urbaine de Basse-Terre est une aire urbaine française située au sud-ouest de la Guadeloupe. Elle est composée des six communes de son pôle urbain, l'unité urbaine de Basse-Terre, et d'une unique commune polarisée, Vieux-Fort.

## Composition selon la délimitation de 2010
| Nom                 | Code Insee | Statut | Superficie (km2) | Population (dernière pop. légale) | Densité (hab./km2) |
| ------------------- | ---------- | ------ | ---------------- | --------------------------------- | ------------------ |
| Basse-Terre (siège) | 97105      |        | 5,78             | 10 787 (2014)                     | 1 866              |
| Baillif             | 97104      |        | 24,30            | 5 670 (2014)                      | 233                |
| Gourbeyre           | 97109      |        | 22,52            | 7 803 (2014)                      | 346                |
| Saint-Claude        | 97124      |        | 34,30            | 10 335 (2014)                     | 301                |
| Trois-Rivières      | 97132      |        | 31,10            | 8 437 (2014)                      | 271                |
| Vieux-Fort          | 97133      |        | 7,24             | 1 873 (2014)                      | 259                |
| Vieux-Habitants     | 97134      |        | 58,70            | 7 374 (2014)                      | 126                |